# Горонтало
Горонтало е една от провинциите на Индонезия. Населението ѝ е 1 131 670 жители (по преброяване от май 2015 г.), а има площ от 11 257 кв. км. Намира се в часова зона UTC+8.
Религиозният ѝ състав през 2010 г. е: 97,81% мюсюлмани, 1,59% протестанти и други. Провинцията е разделена административно на 1 град и 5 регентства и е основана през 2000 г.